# Imagerie spectroscopique proche infrarouge
L'imagerie spectroscopique proche infrarouge fonctionnelle (ISPIf, en anglais Near Infrared Spectroscopic Imaging, NIRSI ou functional near-infrared imaging, fNIR) ou spectroscopie proche infrarouge fonctionnelle (SPIRf) est l'application à l'imagerie cérébrale de la spectroscopie proche infrarouge. Cette technique consiste à mesurer de l'oxygénation d'une zone du cerveau afin d'en déduire son activité.

## Principe
Les tissus humains sont relativement transparents à la lumière dans la gamme du proche infrarouge (entre 700 et 900 nm) qui peut donc les traverser sur plusieurs centimètres, on parle de fenêtre optique du spectre. Toutefois la molécule d'hémoglobine est un chromophore qui réfléchit la lumière dans cette gamme et son spectre d'absorption est différent selon qu'elle transporte une molécule de dioxygène (oxyhémoglobine) ou non (désoxyhémoglobine). Or, l'augmentation d'activité neuronale induit une augmentation du débit sanguin local baptisée réponse hémodynamique et donc une modification de la quantité d'oxy/désoxyhémoglobine présente sur le chemin optique des photons qui traversent la région du cerveau considérée. En mesurant, les changements du signal liés à l'absorption et à la diffusion, il est donc possible de déterminer si les régions observées sont actives ou non,.

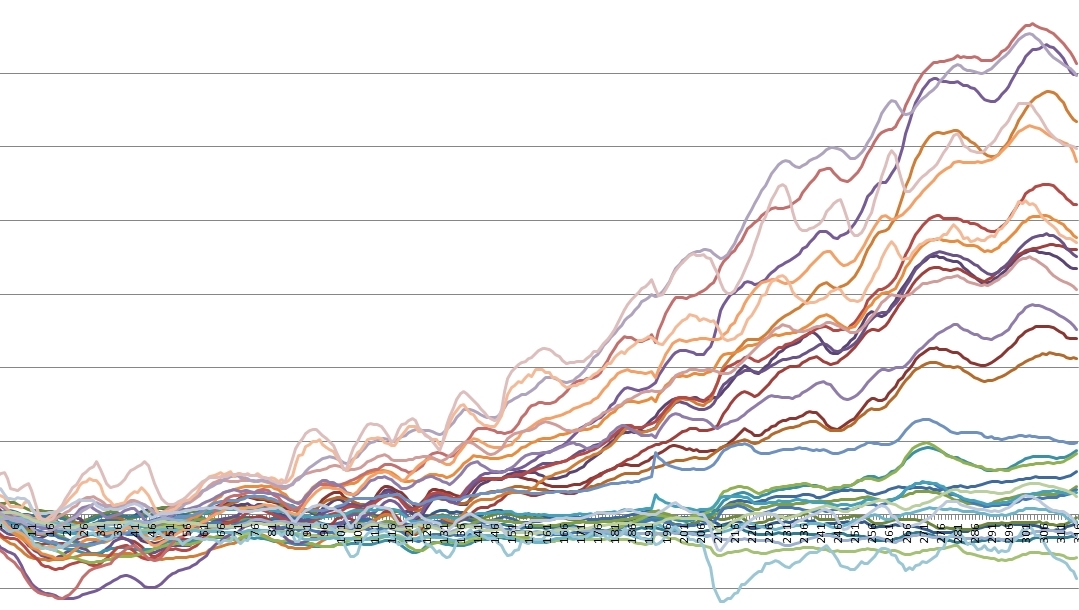
Exemple d'un enregistrement du niveau d'oxygénation dans la région du cortex préfrontal réalisé avec une imagerie spectroscopique proche infrarouge. Le sujet est un pilote réalisant une manœuvre d'atterrissage manuelle en simulateur d'Airbus A320. L'augmentation progressive du niveau d'oxygénation cérébrale reflète l'accroissement de la charge de travail mentale en raison de l'approche du seuil de piste.

## Avantages
Parmi les avantages de l'ISPIf on peut citer :
- la portabilité : les émetteurs et récepteurs de lumière infrarouge utilisés pour l'ISPIf mesurent environ 1 cm, auxquels il faut ajouter le système électronique d'enregistrement du signal (un petit ordinateur portable). Il est donc possible d'utiliser cette technique de manière ambulatoire (c'est-à-dire en laissant l'individu sur lequel on effectue la mesure libre de ses mouvements) ;
- le coût limité : le prix d'un équipement complet est compris entre 20 000 et 200 000 euros, ce qui rend l'ISPIf bien plus abordable que d'autres méthodes d'imagerie cérébrale métabolique (comme l'IRM fonctionnelle).

## Limitations
Ses limitations sont :
- le phénomène de diffusion de la lumière dans les différents tissus de la tête (avec leurs inhomogénéités) rend difficile le calcul du chemin optique qui est à la base de la mesure de l'ISPIf ;
- l'ISPIf est limitée dans sa résolution temporelle par le fait qu'elle dépend de la réponse hémodynamique (qui intervient plusieurs secondes après l'augmentation d'activité neuronale) ;
- avec cette méthode, il n'est possible d'accéder qu'aux couches supérieures du cortex cérébral.